# Seconda Repubblica (Francia)
Con Seconda Repubblica ci si riferisce al regime repubblicano in vigore in Francia dal 25 febbraio 1848 al 2 dicembre 1852, con la proclamazione del Secondo Impero francese dopo il colpo di Stato operato da Carlo Luigi Napoleone Bonaparte esattamente un anno prima.
La Seconda Repubblica entrò in vigore a seguito dei moti rivoluzionari del 1848, che misero fine al regime della monarchia di luglio, al potere da 18 anni. Essa è considerata la seconda Repubblica francese perché il governo al potere durante la Rivoluzione francese è visto come il primo governo repubblicano.

## La crisi economica
A partire dal 1845 l'economia francese iniziò a soffrire una crisi che portò alla chiusura di fabbriche, all'aumento della disoccupazione e ad una diffusione generalizzata della miseria.
Il 22 febbraio 1848 il re Luigi Filippo e il suo primo ministro Guizot vietarono una manifestazione pubblica di protesta antigovernativa, i cosiddetti banchetti. Il divieto scatenò una rivolta popolare che vedeva uniti gli operai, la piccola borghesia e gli studenti e già il 24 febbraio Parigi era sotto il controllo degli insorti.
Il re Luigi Filippo abdicò in favore di suo nipote, il conte di Parigi, ma era ormai troppo tardi: sotto la pressione della folla fu proclamato un governo provvisorio repubblicano-socialista. Questo governo era composto, tra gli altri, da: Lamartine, Ledru-Rollin, Louis Blanc e l'operaio Albert.

## Il governo provvisorio
Il governo provvisorio attuò una serie di riforme sociali di ispirazione liberale: fu proclamata la liberazione degli schiavi nelle colonie, la giornata lavorativa fu ridotta a dieci ore e la pena di morte fu abolita. Inoltre il governo stabilì che si sarebbe votato il 23 aprile 1848 per eleggere un'Assemblea Costituente. Furono le prime elezioni a suffragio universale (seppure solo maschile) in Francia dall'elezione della Convenzione nazionale nel 1792. La Costituente si insediò il 4 maggio ed era formata in maggioranza da repubblicani moderati (450 eletti). I socialisti (250) e gli orleanisti (200), invece, erano in minoranza.
Intanto il governo, per far fronte alle gravi condizioni economiche, istituì gli ateliers nationaux (opifici nazionali) che avrebbero permesso agli operai di essere impegnati in lavori pubblici sovvenzionati dallo Stato. L'insuccesso di questa iniziativa, conclusasi con lo scioglimento degli ateliers nel giugno del 1848, portò a gravi disordini (24-25-26 giugno) che vennero repressi con la forza. A causa di questi scontri il governo si dimise e l'Assemblea Costituente diede poteri da dittatore a Louis Eugène Cavaignac, che ebbe così modo di guidare la repressione delle sommosse.
Il 4 novembre 1848 fu promulgata la nuova costituzione, con la quale si proclamava la nascita di una repubblica democratica, il suffragio universale e la separazione dei poteri.
Ci sarebbe stata una singola assemblea permanente di 750 membri eletti per tre anni con scrutinio di lista; il potere esecutivo era delegato a un presidente eletto per quattro anni con il suffragio universale e non rieleggibile una seconda volta; una modifica della costituzione fu resa di fatto impossibile, dato che essa implicava l'ottenimento di una maggioranza dei tre quarti dei deputati di una speciale assemblea per tre volte di seguito. Fu invano che M. Grévy, nel nome di coloro che percepivano gli ovvi e inevitabili rischi di creare, sotto il nome del presidente, un monarca, propose che il capo di Stato fosse nulla più che un presidente del consiglio dei ministri rimovibile dall'assemblea. La Camera, invece, non prese nemmeno la precauzione di rendere ineleggibili i membri di famiglie reali che avevano regnato in Francia. Di fatto la presidenza era un ufficio dipendente solo dal consenso popolare.
I socialisti adottarono come candidato alla presidenza François Vincent Raspail, i socialdemocratici del partito La Montagne Ledru-Rollin, i repubblicani avevano due candidati Alphonse de Lamartine e Cavaignac, i monarchici schierarono Nicolas Changarnier, infine il recentemente riorganizzato partito bonapartista Luigi Napoleone. Il nipote di Napoleone Bonaparte, sconosciuto nel 1835, e dimenticato o disprezzato dal 1840, negli otto anni successivi migliorò a tal punto la stima nei suoi confronti da permettergli di essere eletto all'Assemblea Costituente nel 1848 in cinque collegi. Ottenne questo rapido aumento di popolarità schierandosi apertamente dalla parte delle classi lavoratrici; scrisse, sin dal periodo in cui si trovava imprigionato nella fortezza di Ham, libretti di ispirazione socialista; nella rivolta dei tre giorni di giugno si schierò con gli insorti e l'impopolarità del governo, che reprimeva nel sangue le rivolte, aumentando il suo credito in tutti gli ambienti parigini.
Il 10 dicembre 1848 si tennero le elezioni per la presidenza della Repubblica, poco più di 1.400.000 preferenze andarono a Cavaignac ma il principe Luigi Bonaparte fu eletto presidente con più di 5.400.000 voti.

## La presidenza di Luigi Napoleone

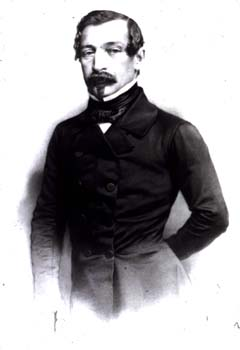
Luigi Napoleone Bonaparte in abiti civili, prima della sua ascesa al trono imperiale.

Durante la sua presidenza Luigi Napoleone fece una politica ambigua e populista con lo scopo di guadagnare popolarità nei confronti dei cittadini e nel contempo di gettare discredito sul parlamento, per indebolirlo, e preparare così il terreno per un colpo di Stato.
Evento emblematico in questo senso fu la spedizione di Roma, con la quale si intendeva restaurare negli Stati pontifici il governo di papa Pio IX, che era fuggito a Gaeta senza voler ritornare, nonostante i reiterati appelli dei romani, nella città e porre fine alla Repubblica romana di Mazzini, eletta a suffragio universale e proclamata il 9 febbraio 1849. Luigi Napoleone era a favore di questa spedizione per soddisfare le richieste dei cattolici, che rappresentavano una sua importante base elettorale, tuttavia rimase sempre ambiguo sugli obiettivi reali della missione, cambiandoli a seconda delle convenienze. L'Assemblea Costituente votò a maggioranza a favore della spedizione militare a Civitavecchia, ufficialmente per difendere Roma dagli austriaci, ma assaltandola il 30 aprile.
In tale occasione il corpo di spedizione francese, guidato dal generale Oudinot, subì una sonora sconfitta a Porta Cavalleggeri. Tuttavia, dopo un armistizio di un mese e false trattative che mascheravano l'arrivo di ingenti rinforzi, il contingente francese riprese le ostilità il 3 giugno e ai primi di luglio abbatté la Repubblica Romana per reinstaurare il Papato. L'entrata delle forze francesi a Roma scatenò a Parigi, da parte dei sostenitori francesi della Repubblica, rivolte che vennero represse con la forza. Ma quando papa Pio IX, appena ritornato al potere, iniziò una repressione dei movimenti anticlericali, Luigi Napoleone prese abilmente le distanze indicando al Papa che avrebbe dovuto instaurare un governo liberale, apparendo così super partes e facendo ricadere le principali responsabilità sull'Assemblea.
Il 28 maggio 1849 entrò in carica la Camera Legislativa ed anche questa camera ebbe una maggioranza moderata.
Il 10 marzo e il 28 aprile 1850 ci furono elezioni parziali in cui la sinistra ebbe un considerevole successo. Questo successo allarmò la Camera, a maggioranza moderata, la quale il 31 maggio varò una legge che limitava il suffragio universale impedendo il voto a coloro che non avessero un domicilio di tre anni nel collegio, comprovato dalla presenza nel registro delle tasse, togliendo così il voto alla popolazione industriale che di regola non era stanziale.
Luigi Napoleone vide in questo la sua opportunità. Nella notte tra l'uno ed il 2 dicembre 1851 sciolse la Camera e ristabilì il suffragio universale. Per combattere i disordini che seguirono questo annuncio, vennero arrestati i capi di partito, sciolte le società segrete e vennero deportati nelle colonie gli aderenti a tali associazioni. La mobilitazione fu modesta e il colpo di Stato un successo.
Luigi Napoleone si rivolse direttamente ai cittadini chiedendo che dessero, con un plebiscito, il loro consenso a una modifica della costituzione in cui l'esecutivo non fosse vincolato dall'Assemblea e a lui personalmente un mandato di dieci anni. Il plebiscito si tenne il 20 dicembre e su circa otto milioni di elettori, sette milioni e mezzo votarono sì. Il 14 gennaio 1852 fu promulgata la costituzione con le modifiche indicate nel plebiscito. Luigi Napoleone procedette quindi con il programma bonapartista, restaurando l'Impero e assumendo il nome di Napoleone III di Francia.